# Jerome Ranft
Jerome E. Ranft (* 23. November 1966 im Los Angeles County, Kalifornien) ist ein US-amerikanischer Bildhauer und Synchronsprecher.

## Leben
Jerome Ranft arbeitet seit 1997 bei Pixar Animation Studios als Bildhauer und Synchronsprecher. Ranft wollte nach Beenden der Schule studieren, allerdings riet ihm sein ebenfalls bei Pixar arbeitender Bruder Joe Ranft im Animationsbereich anzufangen.

## Filmografie (Auswahl)
- 1993: Nightmare Before Christmas
- 1996: James und der Riesenpfirsich
- 1997: Geri’s Game
- 1998: Das große Krabbeln
- 1999: Toy Story 2
- 2000: Titan A.E.
- 2001: Die Monster AG
- 2003: Findet Nemo
- 2006: Cars
- 2007: Ratatouille
- 2007: The Bazura Project (Comedyserie, Folge 2x05)
- 2009: Dugs Sondereinsatz
- 2009: Oben
- 2009: Coraline
- 2009: Leonardo
- 2010: Toy Story 3
- 2012: John Carter: Zwischen zwei Welten
- 2012: Merida – Legende der Highlands
- 2013: Tales from Radiator Springs (Animationsserie, 2 Episoden)
- 2015: Alles steht Kopf
- 2016: Findet Dorie
- 2017: Cars 3: Evolution

## Videospiel
- 2012: Kinect Rush: A Disney Pixar Adventure – Snapshot